# Humberto Ghizzo Bortoluzzi Southern Regional Airport
Humberto Ghizzo Bortoluzzi Southern Regional Airport är en flygplats i Brasilien.   Den ligger i kommunen Jaguaruna och delstaten Santa Catarina, i den södra delen av landet, 1 400 km söder om huvudstaden Brasília. Humberto Ghizzo Bortoluzzi Southern Regional Airport ligger 15 meter över havet.
Terrängen runt Humberto Ghizzo Bortoluzzi Southern Regional Airport är platt åt sydost, men åt nordväst är den kuperad. Havet är nära Humberto Ghizzo Bortoluzzi Southern Regional Airport åt sydost. Närmaste större samhälle är Jaguaruna, 7,0 km nordost om Humberto Ghizzo Bortoluzzi Southern Regional Airport.